# Relazioni bilaterali tra Brasile e Iran
Le relazioni bilaterali tra Brasile e Iran risalgono al 1903 e sono caratterizzate da una rilevante cooperazione politica ed economica.

## Lo sviluppo delle relazioni tra Brasile e Iran prima della rivoluzione khomeinista
Come detto, le relazioni diplomatiche tra Brasile e Iran risalgono al 1903. Durante l'epoca dello Shah, il Brasile firmà con l'Iran diversi accordi relativi soprattutto al settore culturale: nel 1957, infatti, Teheran e Brasilia firmarono un primo accordo di questa natura che entrò in vigore il 28 dicembre del 1962. Per mezzo dello stesso accordo, inoltre, la rappresentanza diplomatica brasiliana in Iran fu elevata al grado di Ambasciata. Nel 1965, quindi, lo Shah visitò il Brasile. Nel 1975, infine, Brasile e Iran firmarono un accordo di cooperazione economica e tecnica.

## Le relazioni tra Brasile e Iran dopo la rivoluzione Khomeinista
Durante la lunga Guerra Iran-Iraq (1980-1988) il governo brasiliano scelse di rimanere neutrale, nonostante le forti relazioni diplomatiche con l'Iraq di Saddam Hussein. Brasilia, quindi, finanziò e sostenne alternativamente tutte e due le parti in causa. Le relazioni tra Brasile e Iran non subirono profondi mutamente sino all'arrivo al potere in Brasile del Presidente Luiz Inàzio Lula da Silva nel 2003. Obiettivo di Lula era quello di rimettere al centro della politica estera brasiliana il Medioriente, in una posizione antagonista agli Stati Uniti. L'Iran, quindi, rappresentava il perfetto partner per il nuovo Brasile di Lula. Per questo, infatti, le relazioni con l'Iran non mutarono nemmeno quando il Presidente ultraconservatore Ahmadinejad conquistò il potere nel 2005.

## Le relazioni tra Brasile e Iran dopo il 2005
Il volume di scambi tra Brasile e Iran, dopo il 2005, crebbe velocemente del 47%, facendo divenire l'Iran il secondo partner economico del Brasile. La solida alleanza ebbe anche risvolti legati al programma nucleare dell'Iran: nel 2007, infatti, il Presidente Lula sostenne il diritto dell'Iran allo sviluppo del nucleare civile e il Ministro degli Esteri brasiliano Celso Amorim si spinse sino a rifiutare di sottoscrivere le sanzioni approvate dagli Stati Uniti e dall'Unione Europea. Il 17 maggio del 2010 Turchia, Brasile e Iran firmarono la "Tehran Nuclear Declaration" al fine di risolvere la crisi nucleare iraniana. L'accordo non venne accettato dalla Comunità Internazionale perché prevedeva l'esportazione verso la Turchia di solo metà del quantitativo di uranio arricchito in possesso della Repubblica Islamica.
Con l'arrivo al potere della nuova Presidentessa brasiliana Dilma Rousseff, le relazioni tra Brasile e Iran sono peggiorate. La Rousseff, infatti, ha ridotto le tensioni con gli Stati Uniti e ha denunciato le violazioni dei diritti umani da parte del regime iraniano, denunciato la pratica della lapidazione femminile come "medievale". Nonostante questo, le relazioni tra Brasile e Iran rimangono forti: Brasilia esporta verso Teheran soprattutto cibo, medicine, minerali e automobili. La compagnia brasiliana Petrobas, inoltre, ha investito in diversi progetti nel campo petrolifero e del gas in Iran. Nel 2011, quindi, il Brasile è divenuto il primo partner commerciale dell'Iran. Nel luglio del 2010, inoltre, il Brasile ha votato contro la Risoluzione Onu 1929 approvata dal Consiglio di Sicurezza contro Teheran.

## Conferenza Onu sullo sviluppo sostenibile di Rio, 20-22 giugno 2012
Numerose polemiche sono sorte in seguito alla decisione del Presidente iraniano Ahmadinejad di visitare Rio de Janeiro in vista della Conferenza Onu sullo sviluppo sostenibile, anche detta Rio+20. Le organizzazioni per i diritti umani in Brasile hanno protestato contro il Governo brasiliano per aver concesso al Presidente iraniano il visto per visitare il Paese. Le polemiche hanno investito anche il Governo di Brasilia soprattutto perché, in occasione della Conferenza Onu, Ahmadinejad ha iniziato un giro dell'America Latina che prevede anche incontri con esponenti politici dell'esecutivo brasiliano.

## Lo scandalo del diplomatico iraniano Hekmatollah Ghorbani
Nell'aprile del 2012 un importante scandalo ha sconvolto le relazioni tra Brasile e Iran. Un diplomatico iraniano di stanza in Brasile, infatti, è stato colto sul fatto mentre molestava sessualmente alcune bambine in una piscina. Le bambine avevano un'età compresa tra i 9 e i 15 anni. Colto sul fatto, il diplomato iraniano ha rischiato il linciaggio sul posto ed è stato messo in salvo dal personale di sicurezza brasiliano. Il Ministro degli Esteri brasiliano Antonio Patriota ha definito l'accaduto inaccettabile. Il diplomatico iraniano, dopo vari giorni di forte polemiche, ha infine lasciato il Brasile profittando della sua immunità diplomatica..